# Willisau (gemeente)
Willisau is een gemeente en plaats in het Zwitserse kanton Luzern en was de hoofdplaats van het gelijknamige district  tot op 1 januari 2008 de districten van Luzern werden afgeschaft. Willisau telt 7158 inwoners.